# Tove Styrke
Tove Östman Styrke, née le 19 novembre 1992 à Umeå, est une chanteuse et modèle suédoise.

## Biographie
Elle a fini troisième à l'Idol 2009 en Suède, Styrke a également posée en tant que modèle pour des magazines tels que Glamour, Aftonbladet, Frida (en) et Cosmopolitan. En juin 2010, Styrke commence sa carrière de chanteuse avec son premier album intitulé Million Pieces commercialisé et écrit par Adam Olenius de Shout Out Louds et par Lykke Li.
La chanson a été plus tard dans un remix par Familjen. Son deuxième single, White Light Moment (en), a été publié en octobre de cette année. Le premier et le second sont sur son second album, Tove Styrke, publié le 12 novembre 2010.
Le New York Post a cité Tove Styrke comme l'une des plus 10 plus intéressantes artistes pour 2011. Fin février 2011, elle a publié un EP avec la chanson High And Low dans les six nouvelles versions. Son troisième album Kiddo est sorti le 8 juin 2014.
En 2016, Tove Styrke interprète Alone composé par le DJ Alan Walker. Ce titre connait un certain succès en Europe surtout en Europe du Nord (numéro 1 des singles vendus en Norvège et en Finlande, numéro 2 des singles vendus en Suède et en Suisse).
En mai 2018, elle sort son troisième album "Sway", bien reçu par la critique internationale. Le même mois elle a fait la première partie du concert de Katy Perry à l'AccorHotels Arena à Paris devant des milliers de personnes.
Sa chanson "Sway" est présente sur FIFA 19.

## Discographie
- Tove Styrke, Sony Music, 2010
- Kiddo, RCA Records, Sony Music, 2015
- Sway, RCA Records, Sony Music, 2018